# Pfarrkirche Sankt Martin im Sulmtal

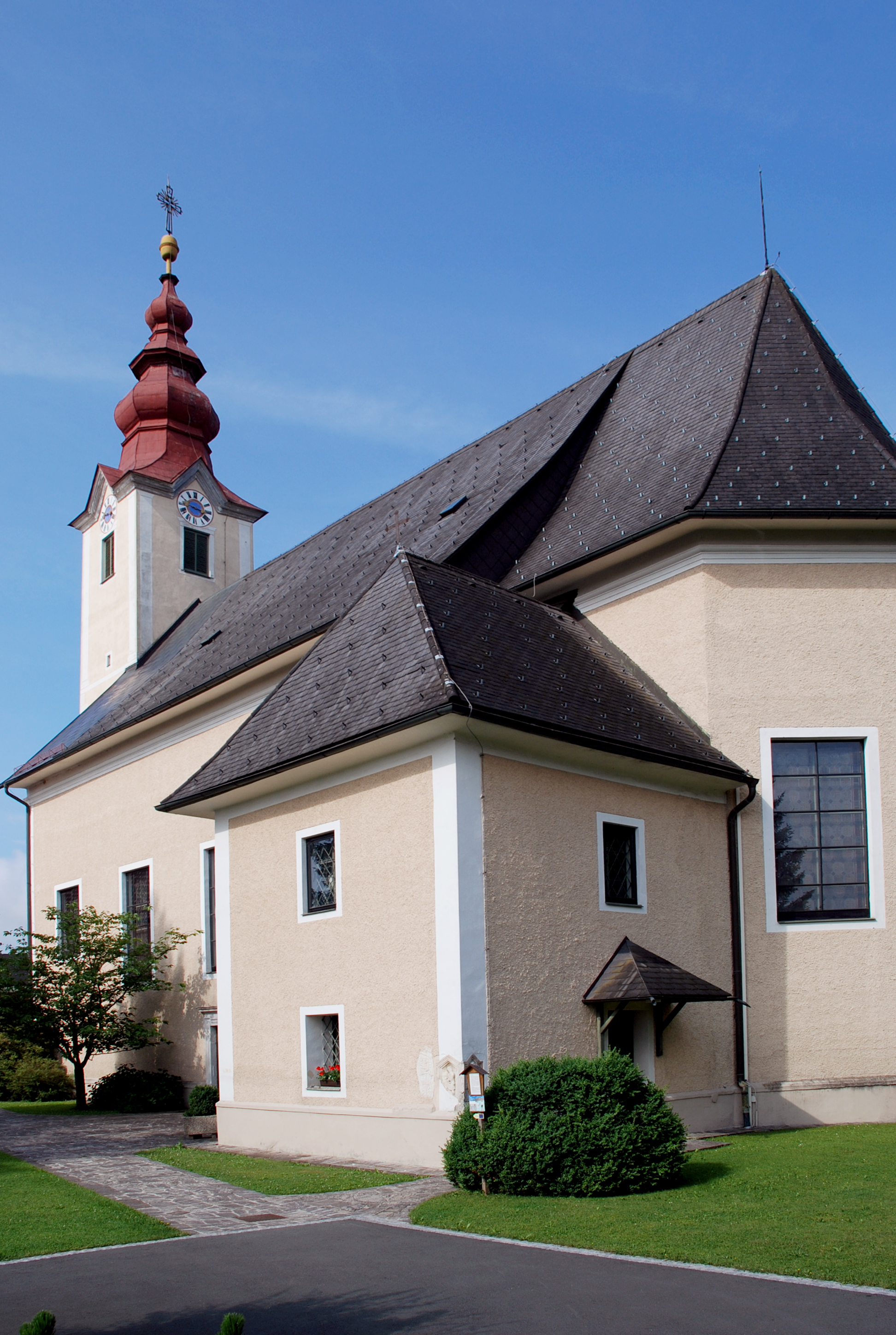
Kath. Pfarrkirche hl. Martin in Sankt Martin im Sulmtal

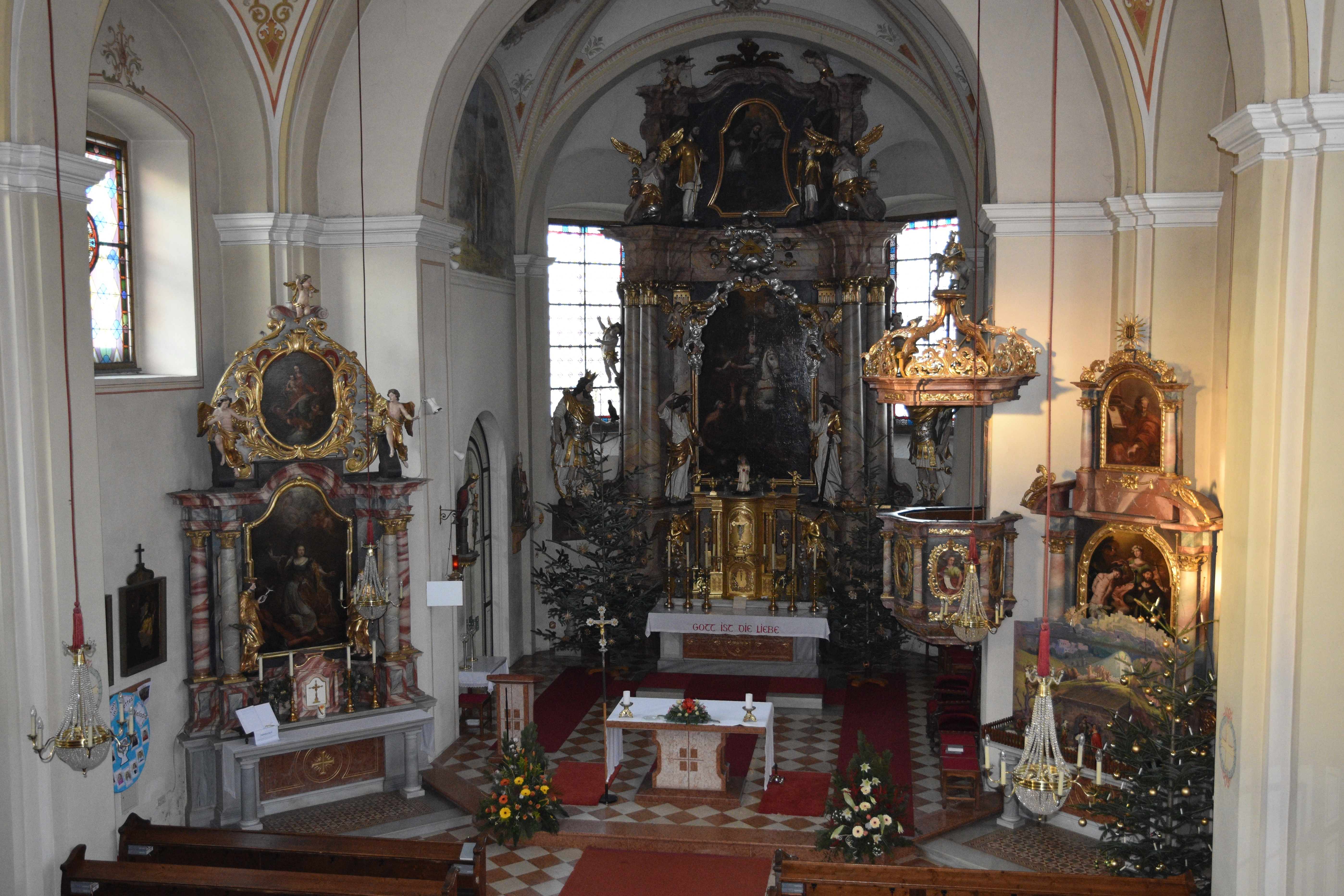
Innenansicht der Pfarrkirche

Die römisch-katholische Pfarrkirche Sankt Martin im Sulmtal steht in der Gemeinde Sankt Martin im Sulmtal im Bezirk Deutschlandsberg in der Steiermark. Die auf den heiligen Martin von Tours geweihte Pfarrkirche gehörte bis Ende August 2018 zum dann aufgelösten Dekanat Deutschlandsberg in der Diözese Graz-Seckau, seit Auflassung dieses Dekanates liegt sie im Seelsorgeraum Südweststeiermark. Die Kirche steht unter Denkmalschutz.

## Geschichte
Urkundlich 1244 erstmals genannt, bestand ab 1395 bis ins 16. Jahrhundert eine Pfarre. Die Kirche ging dann als Filiale an die Pfarrkirche Gleinstätten. 1664/1665 wurde ein neuer Turm erbaut und von 1701 bis 1714 mit einem barocken Neubau der Kirche ergänzt und 1720 geweiht. 1783 wurde der Doppelzwiebelhelm aufgesetzt. 1788 wurde der Kirchenbau zur Pfarrkirche erhoben. 1906 war eine Restaurierung.

## Architektur
In der offenen Turmhalle zeigt sich ein spätgotisches verstäbtes spitzbogiges Portal aus dem Anfang des 16. Jahrhunderts als Rest der ehemaligen geosteten gotischen Kirchenbau.
An das vierjochige Langhaus mit einem eingezogenen Fronbogen schließt ein einjochiger Chor mit einem Dreizwölftelschluss an. Südlich ist eine Sakristei und nördlich eine Kapelle am Chor angebaut. Der südliche Fassadenturm trägt einen reichen Doppelzwiebelhelm.
Das Kircheninnere zeigt flache Kreuzgratgewölbe auf Gurten mit kräftigen Wandpfeilern mit kleinen Gesimskapitellen. Die dreiachsige Westempore ist kreuzgratgewölbt.
Außen an der Sakristei sind zwei Römersteine, ein figuraler Stein und ein Stein mit einem Ornamentfragment.

## Ausstattung
Der mächtige spätbarocke Hochaltar wurde 1823/1824 verändert und zeigt ein Altarbild gemalt von Philipp Carl Laubmann (1745). Von Laubmann ist auch das Oberbild hl. Johannes Nepomuk.
Es gibt eine Glocke aus dem 14. Jahrhundert.